# Gerhard Herzberg Canada Gold Medal for Science and Engineering
Die Gerhard Herzberg Canada Gold Medal for Science and Engineering ist ein Forschungspreis des Natural Sciences and Engineering Research Council (NSERC) von Kanada. Vor 2000 hieß sie Canada Gold Medal for Science and Engineering, bevor sie zu Ehren von Gerhard Herzberg umbenannt wurde. Er wird an Wissenschaftler verliehen, die in Kanada wirken, und gilt als höchster kanadischer Forschungspreis. Mit der Auszeichnung ist ein Preisgeld von 1.000.000 CAD verknüpft, das der Preisträger über einen Zeitraum von fünf Jahren für wissenschaftliche Zwecke verwenden kann.
Sie ist nicht mit der Herzberg Medal der Canadian Association of Physicists zu verwechseln.

## Preisträger
- 1991 Raymond Lemieux, Chemie
- 1992 William Fyfe, Geowissenschaften
- 1993 Pierre Deslongchamps, Chemie
- 1994 Alan Davenport, Bauingenieurwesen
- 1995 Peter Hochachka, Zoologie
- 1996 Stephen Hanessian, Chemie
- 1997 Keith Brimacombe, Metallurgie
- 1998 Keith Ingold, Chemie
- 1999 James Arthur, Mathematik
- 2000 Howard Alper, Chemie
- 2001 David W. Schindler, Biologie
- 2002 Tito Scaiano, Chemie
- 2003 Arthur McDonald, Physik
- 2004 John P. Smol, Biologie
- 2005 David Dolphin, Biochemie
- 2006 Richard Bond, Astrophysik
- 2007 John Polanyi, Chemie
- 2008 Paul Corkum, Physik
- 2009 Gilles Brassard, Physik
- 2010 Geoffrey Hinton, Informatik
- 2011 W. Richard Peltier, Geowissenschaften
- 2012 Stephen Cook, Mathematik
- 2013 W. Ford Doolittle, Biologie
- 2015 Axel Becke, Chemie
- 2016 Victoria M. Kaspi, Physik
- 2017 Jeff Dahn, Physik
- 2018 Lewis E. Kay, Biochemie
- 2019 Barbara Sherwood Lollar, Geowissenschaften
- 2020 Molly Shoichet, Chemieingenieurwesen
- 2021 Sajeev John, Physik
- 2022 Lenore Fahrig, Biologie
- 2023 Yoshua Bengio, Computerwissenschaft
- 2024 Kerry Rowe, Bauingenieurwesen